# Doo Aphane
Pour les articles homonymes, voir Aphane.
 (juin 2021).
Si vous disposez d'ouvrages ou d'articles de référence ou si vous connaissez des sites web de qualité traitant du thème abordé ici, merci de compléter l'article en donnant les références utiles à sa vérifiabilité et en les liant à la section « Notes et références ».
 (juin 2021).
Doo Aphane est une avocate swazie et militante des droits des femmes. Elle a travaillé avec de nombreuses organisations de défense des droits humains et des femmes et, en 2012, elle a réussi à modifier la loi du Swaziland pour permettre aux femmes mariées de détenir des biens en leur propre nom.

## Carrière
Doo Aphane est titulaire d'une maîtrise en droit et exerce la profession d'avocat, spécialisée en "droit du genre". Elle a fondé la Women for Women Development Consultancy, elle reste directrice du cabinet, et a également fondé la clinique d'aide juridique du Council of Swaziland Churches . Aphane mène des recherches juridiques et est co-auteur de plusieurs articles universitaires. Elle a été la première coordinatrice nationale des femmes et du droit au Swaziland pour le SAHRIT (en) et a également été la coordinatrice régionale de six pays d'Afrique australe pour la Women's Legal Rights Initiative. Aphane a été vice-présidente de l'organe central de coordination du Global Fund for Women (en) et a été membre du comité consultatif technique sur le VIH et le sida de la Communauté de développement de l'Afrique australe de 2007 à 2012. Elle a également été membre du conseil d'administration du Swaziland Young Women's Network, du Centre d'information et de soutien sur le SIDA et est toujours membre du Forum féministe africain.
Aphane a alerté le gouvernement du Swaziland qu'une grève prolongée des enseignants en 2012 affectait l'éducation des enfants et que leur absence à l'école les exposait au risque d'agression sexuelle et d'abus de drogues. En 2012 également, elle a remporté un procès devant la Cour suprême du Swaziland contestant l'interdiction faite aux femmes mariées de posséder des biens soit en leur propre nom, soit conjointement avec son mari ; la loi a été modifiée par la suite .